# Kummelby kyrka
Kummelby kyrka är en kyrka i kommundelen Helenelund i Sollentuna kommun. Den tillhör Sollentuna församling i Stockholms stift inom Svenska kyrkan. Den första Kummelbykyrkan i Sollentuna församling byggdes 1956-1957 på platsen där tidigare Kummelby gård låg. Under 1970-talet byggdes kyrkan ut, men ändå räckte inte utrymmena och i september 1999 togs kyrkan tillfälligt ur bruk. En ny kyrka började byggas några veckor senare, och strax före jul år 2000 invigdes en ny kyrka. Den gamla kyrkan hade inte plats för fler än 50 personer i kyrkorummet, och kallades därför ibland "Kummelby lillkyrka".
Det är Sollentuna församlings tredje kyrka efter den medeltida församlingskyrkan och S:t Eriks kyrka, men till skillnad från dessa, byggdes samtidigt församlingslokaler i samma hus. Församlingssalen skildes från kyrkorummet med en vikvägg.

## Kyrkobyggnaden

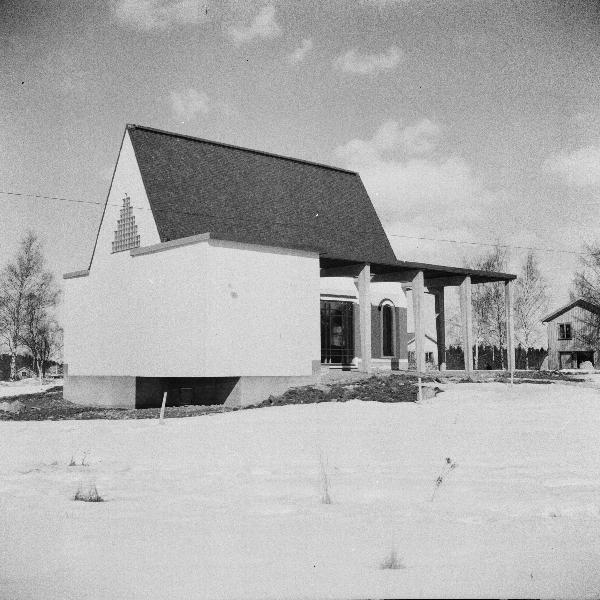
Den nu rivna kyrkobyggnaden

Den första kyrkans arkitekt var dåvarande stadsarkitekten i Sollentuna, Lage Knape, som senare också engagerades att rita det närbelägna Silverdalskapellet i samma stil.
Under 1990-talet visade det sig att olika problem med grundläggningen ställde församlingen inför ett val: antingen ett ytterst dyrbart arbete med ny grundläggning, eller rivning av kyrkan. Då Knapes kyrka var vida omtyckt, och så ovanligt det var att riva en kyrka, gav det eko i vida kretsar. Kyrkan revs, och första spadtaget för den nya kyrkan på samma plats togs i oktober 1999 efter ritningar av arkitekterna Anna Axberg Olsson och Hans Birkholz, Byrån för Arkitektur och Urbanism, BAU. 
Konstnärlig utsmyckning är utförd av Ulla Viotti och Lena Lervik. Kyrkan har en stomme av tegel bränt i Danmark. I tegelväggarna utmed hela kyrkorummet finns tolv konsekrationskors. I koret finns ett stort altarkors i omvänd relief.
Den nya kyrkan invigdes i december 2000.

## Inventarier
Vid ett inbrott 18 juli 1985 stals en kalk och en oblatask i silver. I mitten av oktober 2014 lämnades föremålen in till polisen av en person som funnit dessa bland saker som kvarlämnats av en tidigare hyresgäst. Föremålen är tillverkade av silversmeden Per Lennart Samuelsson i Täby. Dopfunten av svart granit är tillverkad 1957 och fanns i gamla kyrkan. I funten finns en dopskål i silver. Ett processionskrucifix är tillverkat av Eva Spångberg och skänkt till kyrkan vid dess invigning.

### Orgel
- 1957 bygger Grönlunds Orgelbyggeri AB, Gammelstad en orgel med 5 stämmor.
- Den nuvarande orgeln är byggd 1987 av Walter Thür Orgelbyggen AB, Torshälla och är mekanisk.

| Huvudverk I    | Svällverk II      | Pedal      | Koppel |
| Copula 8´      | Rörgedackt 8´     | Subbas 16´ | I/P    |
| Principal 4´   | Fugara 8´         |            | II/P   |
| Rörflöjt 4´    | Koppelflöjt 4´    |            | II/I   |
| Waldflöjt 2'   | Principal 2'      |            |        |
| Mixtur 3 chor  | Ters 1 3/5'       |            |        |
| Rörskalmeja 8' | Nasat 1 1/3'      |            |        |
| Tremulant      | Tremulant         |            |        |
|                | Crescendosvällare |            |        |

## Körverksamhet
I kyrkan finns en kyrkokör, kallad Kummelby kyrkokör, en gospelkör samt några olika barnkörer för olika åldrar. I kyrkan verkade på 1960- och 1970-talen Kummelbykören under dåvarande kyrkomusikern Anders Lindström, som introducerade anglikansk körmusik för svenskt kyrkoliv, och därvid gav ut flera grammofonskivor.

## Alphakursen
1995 anordnades Sveriges första Alphakurs i Kummelby kyrka. Staffan Stadell, Gita Andersson och Christer Wallström hade arbetat för att ta alphakurserna till Sverige samt byggt upp Alpha Sverige, som fram till år 2009 hade sitt kontor i Kummelby kyrka.